# 쌍림중학교
쌍림중학교(雙林中學校)는 대한민국 경상북도 고령군 쌍림면 귀원리에 있는 공립 중학교이다.

## 학교 연혁
- 1971년 12월 29일 : 쌍림중학교 설립인가(12학급)
- 1972년 3월 1일 : 초대 전학민 교장 취임
- 1972년 3월 28일 : 쌍림중학교 개교
- 1975년 1월 10일 : 제1회 졸업식(남 160명, 여 83명)
- 2008년 3월 1일 : 학급 조정(3학급)
- 2011년 3월 1일 : 특수학급 신설
- 2011년 5월 2일 : 교과부 공모 전원학교 선정(3년간)
- 2016년 3월 1일 : 정신건강증진 연구학교 운영(1년)
- 2023년 9월 1일 : 제25대 최유미 교장 취임
- 2024년 2월 8일 : 제50회 졸업식 16명(총 5,223명)
- 2024년 3월 4일 : 제53회 입학식(5명)

## 참고 자료
- 쌍림중학교 - 한국교육학술정보원 학교알리미